# Pegylis mashuna
Pegylis mashuna är en skalbaggsart som beskrevs av Louis Albert Péringuey 1904. Pegylis mashuna ingår i släktet Pegylis och familjen Melolonthidae. Inga underarter finns listade i Catalogue of Life.